# Trox poringensis
Trox poringensis is een keversoort uit de familie beenderknagers (Trogidae). De wetenschappelijke naam van de soort is voor het eerst geldig gepubliceerd in 2005 door Ochi, Kon & Kawahara.